# Pinicola enucleator

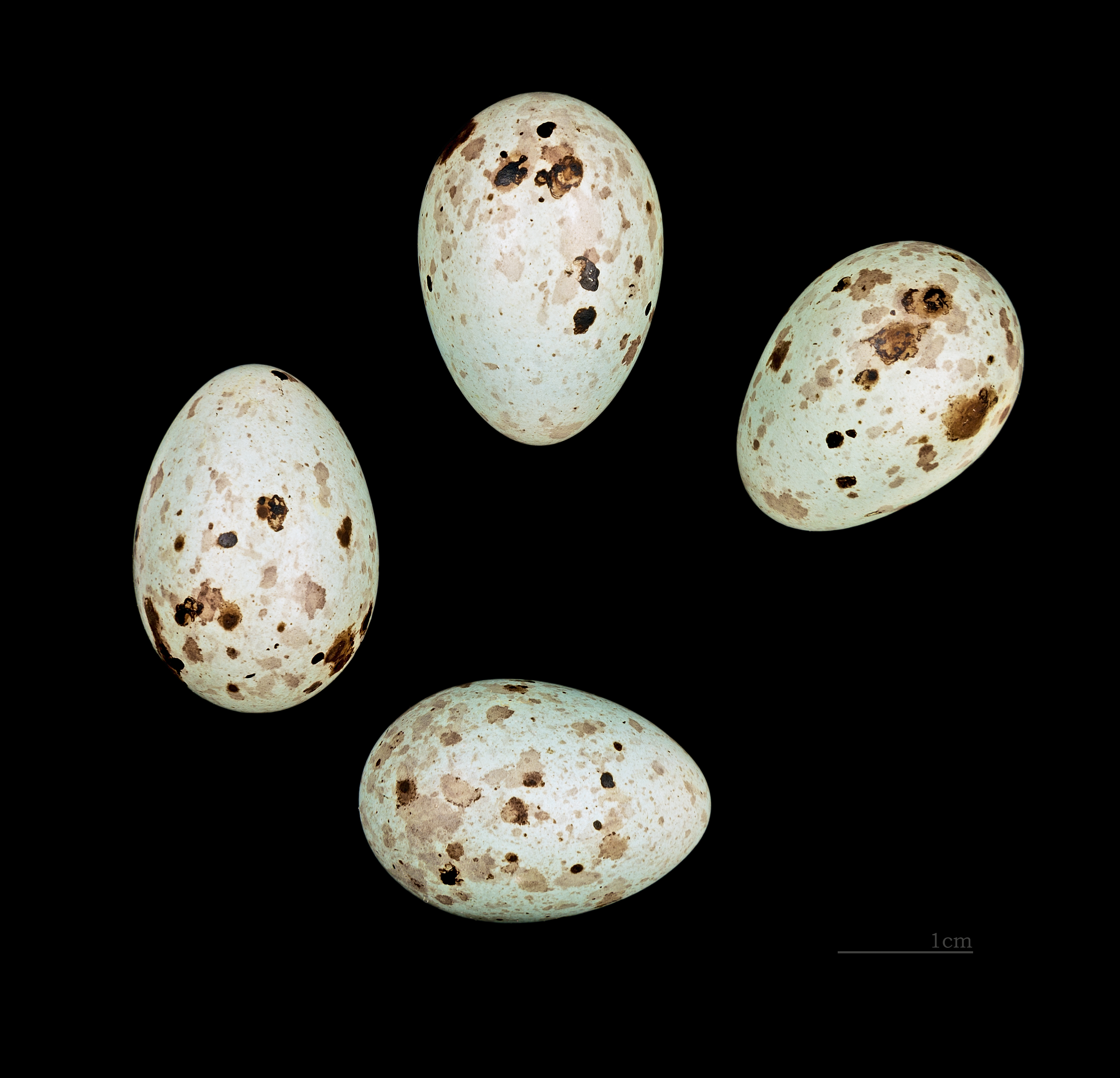
Huevos de Pinicola enucleator

El camachuelo picogrueso (Pinicola enucleator)  es una especie de ave paseriforme de la familia de los fringílidos (Fringillidae). Se le encuentra en los bosques de coníferas de la taiga en el hemisferio norte: desde Escandinavia, hasta Canadá, pasando por Siberia y Alaska.

## Descripción
Mide entre 19 y 22 cm, tiene un cuerpo grueso de aspecto compacto. Tiene un pico ligeramente parecido al de un piquituerto, grueso, fuerte, y con la parte superior ligeramente ganchuda.
Es una especie que presenta dimorfismo sexual. El macho combina en su plumaje el rojo y el gris, mientras que la hembra es amarilla y gris. En ambos sexos, las alas son negras con una doble banda blanca.

## Taxonomía
Está cercanamente emparentado con las especies del género Pyrrhula, de las que probablemente sea su ancestro más cercano.

## Distribución y hábitat
Habita toda la banda latitudinal de los bosques de taiga. Se le encuentra en bosques de coníferas maduros en los que haya arbustos con bayas y abedules.
No es un ave por lo general migradora, aunque en ocasiones realiza desplazamientos masivos al sur en otoño-invierno.

## Comportamiento
Es un ave difícil de ver y huidiza en época de cría, aunque en invierno es mucho más confiado pudiéndosele ver en áreas urbanas.
Se alimenta de semillas, bayas, y brotes de los árboles.